# Ibyr
Ibyr (bułg. Ибър) – szczyt w paśmie górskim Riła, w Bułgarii, mający wysokość 2666 m n.p.m.